# 용신동
용신동(龍新洞)은 서울특별시의 동대문구에 위치했던 행정동의 명칭이다.

## 개요
용신동은 2009년 5월 4일 용두동과 신설동이 통합되어 만들어진 동이다. 신설동은 동대문구의 가장 서쪽에 위치해 있으며, 조선시대 동부숭신방(崇信坊)에 새로 설치한 마을이라 하여 ‘신설계’(新設契)라 하던 것을 갑오개혁 때 신설동이라 하였는데 예전엔 이곳을 ‘새말’ 또는 ‘신리(新里)’라고 불렀다. 용두동은 왕산로와 천호대로 주변에 신설동과 경계하고 있으며, 동명은 예전에 마을 뒷산의 산세가 ‘용의 머리’와 같다하여 ‘용머리’ 또는 ‘용두리’(龍頭里)라고 불른데서 유래했다. 1894년 갑오개혁 때 한성부 인창방(성외)동소문외계 용두리를 설치하였다. 1911년 한성부 인창면 용두리로 개칭되었고, 1943년 6월 11일 구제 실시로 동대문구에 편입되었다. 1955년 4월 18일 동제 실시로 용두제1동사무소와 용두제2동사무소로 분리되었다가, 2008년 8월 11일에 다시 용두동으로 통합됐다.
2009년 5월 4일에 신설동과 통합하여 용신동이 되었다. 그러다가 용두동과 신설동을 행정동으로 각각 분리하는 것에 대하여 주민들의 의견을 묻기 시작했고, 2025년 7월부터 다시 용두동과 신설동을 각각의 행정동으로 분리하기로 했으며, 이에 따라 2025년 6월 30일을 마지막으로 행정동 용신동은 폐지되었다.

## 법정동
- 신설동
- 용두동

## 교육
- 서울용두초등학교
- 대광고등학교
- 한국항공전문학교

## 교통
- ● 수도권 전철 1호선
  - 신설동역 - 제기동역
- ● 서울 지하철 2호선
  - 용두역 - 신설동역

## 같이 보기
- 대한민국의 행정 구역